# Калхун (Тенеси)
Калхун (енгл. Calhoun) град је у америчкој савезној држави Тенеси.

## Демографија
По попису из 2010. године број становника је 490, што је 6 (-1,2%) становника мање него 2000. године.
| Група             | 2000.       | 2010.       |
| Белци             | 468 (94,4%) | 474 (96,7%) |
| Афроамериканци    | 4 (0,8%)    | 2 (0,4%)    |
| Азијати           | 5 (1,0%)    | 0 (0,0%)    |
| Хиспаноамериканци | 17 (3,4%)   | 5 (1,0%)    |
| Укупно            | 496         | 490         |